# 特克斯·鲁德洛夫
沃尔特·塞西尔“特克斯”鲁德洛夫（英語：Walter Cecil "Tex" Rudloff，1926年8月8日—2015年10月10日），美国音频工程师。他曾2次提名奥斯卡最佳音响效果奖。他曾因巴迪霍利传被提名奥斯卡最佳音响效果奖。他的儿子格雷格·鲁德洛夫也在影视音效业工作。

## 部分影视作品
- 巴迪霍利传（英语：The Buddy Holly Story） (1978)[2]